# Heart of Stone
Cet article concerne la chanson des Rolling Stones. Pour le film de 2023, voir Heart of Stone (film).
Singles de The Rolling Stones
Time Is on My Side
(1964) The Last Time
(1965)
Heart of Stone est une chanson des Rolling Stones parue en 45 tours aux États-Unis en novembre 1964. Elle s'y classe no 19 des ventes.
Au Royaume-Uni, la chanson doit attendre septembre 1965 pour être publiée, sur l'album Out of Our Heads.
Une version longue de ce morceau, enregistrée en juillet 1964 avec Jimmy Page à la guitare et Clem Cattini à la batterie, est parue en 1975 sur la compilation d'inédits Metamorphosis.

## Fiche technique
The Rolling Stones :
- Mick Jagger : chant, chœurs
- Brian Jones : guitare rythmique
- Keith Richards : guitare solo, chœurs
- Bill Wyman : basse
- Charlie Watts : batterie

Musicien additionnel :
- Jack Nitzsche : tambourin, piano